# Билеубаев, Бакир
Бакир Билеубаев (1909 — ?) — педагог, учёный, общественный деятель.

## Биография
Родился в 1909 году в селе № 12 Карабалыкской волости Кустанайского уезда в крестьянской семье.
Окончил Костанайский русско-казахский педагогический техникум. В 1939 году вступил в ряды партии.
В 1930—1931 годы работал учителем Жайлымской школы крестьянской молодежи Житикаринского района Костанайской области, а в 1932—1933 годы председателем Житикаринского районного союза работников просвещения. В тот же период, когда в стране реализуются меры по ликвидации неграмотности, назначается на должность заведующего школой крестьянской молодежи в Забеловске. В 1933 году был переведен на должность школьного инспектора-методиста Житикаринского районного отдела образования партийных, советских органов.
В 1933-37 годы работал заведующим отделом образования Темирского района Актюбинской области. Решением Актюбинского областного партийного бюро в 1935 году был назначен заведующим Семиозерным районным отделом образования, в 1936 году вновь заведующим отделом образования Темирского района, в 1937 году заведующим Актюбинским городским отделом образования, в 1937—1940 годах директором Актюбинского Казахско-Русского педагогического училища, заведующим школьным сектором Алматинского областного управления образования, заместителем заведующего Алматинским областным управлением образования.
В годы Великой Отечественной войны занимал должность заведующего Управлением образования Семипалатинской области. В 1946 году секретарь Кокчетавского областного комитета партии по пропаганде, учился в Высшей партийной школе при Центральном Комитете ВКП(б) в Москве.
Секретарь Актюбинского районного, областного комитетов партии, начальник управления профессионально-технического образования Гурьевского областного учебного отдела.
В 1957—1958 гг. — ректор Гурьевского педагогического института
В 1935 году награжден знаком «15 лет Казахстану».